# Ligne U1 du métro de Nuremberg
La ligne U1 du métro de Nuremberg est une ligne de métro allemande en Bavière. Mise en service le 1er mars 1972, elle constitue la première ligne du métro de Nuremberg, centré autour de Nuremberg. Longue de 18,5 kilomètres, elle relie Hardhöhe à Langwasser Süd au sud-est.